# Papuapsylla alticola
Papuapsylla alticola är en loppart som först beskrevs av Jordan 1937.  Papuapsylla alticola ingår i släktet Papuapsylla och familjen Stivaliidae. Inga underarter finns listade i Catalogue of Life.